# Garcinia ruscifolia
Garcinia ruscifolia là một loài thực vật có hoa trong họ Bứa. Loài này được (Griseb.) Borhidi mô tả khoa học đầu tiên năm 1980.